# Acacia greggii
Acacia greggii är en ärtväxtart som beskrevs av Asa Gray. Acacia greggii ingår i släktet akacior, och familjen ärtväxter.

## Underarter
Arten delas in i följande underarter:
- A. g. arizonica
- A. g. greggii

## Bildgalleri

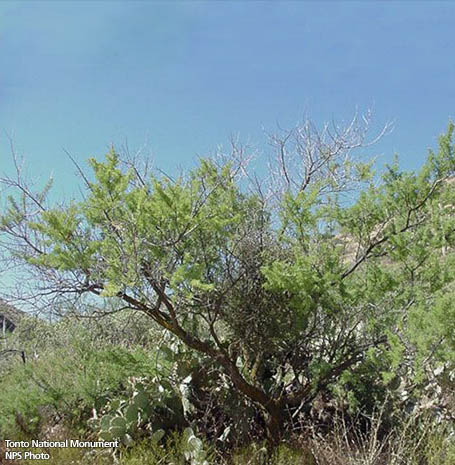
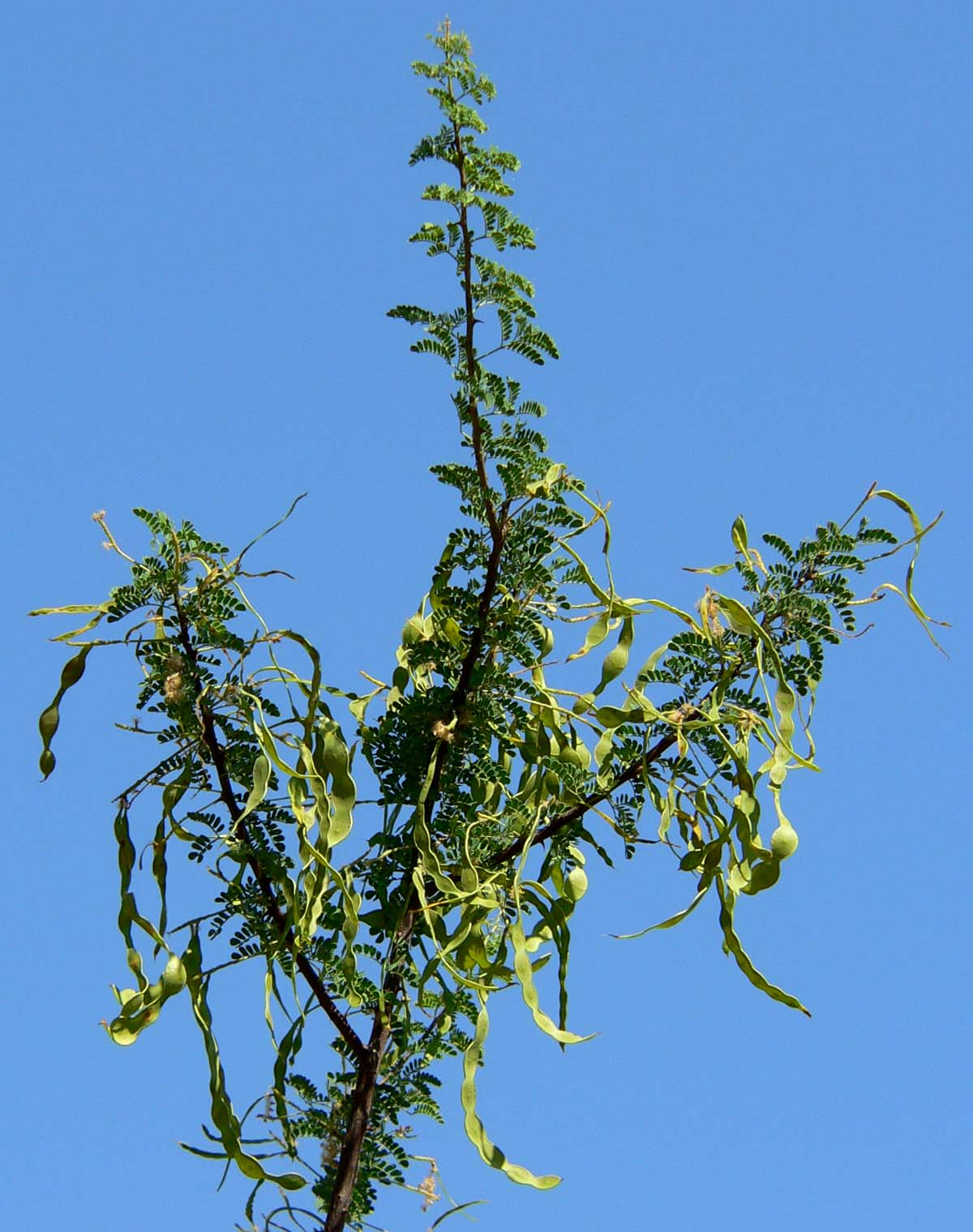
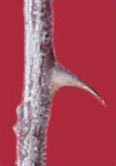
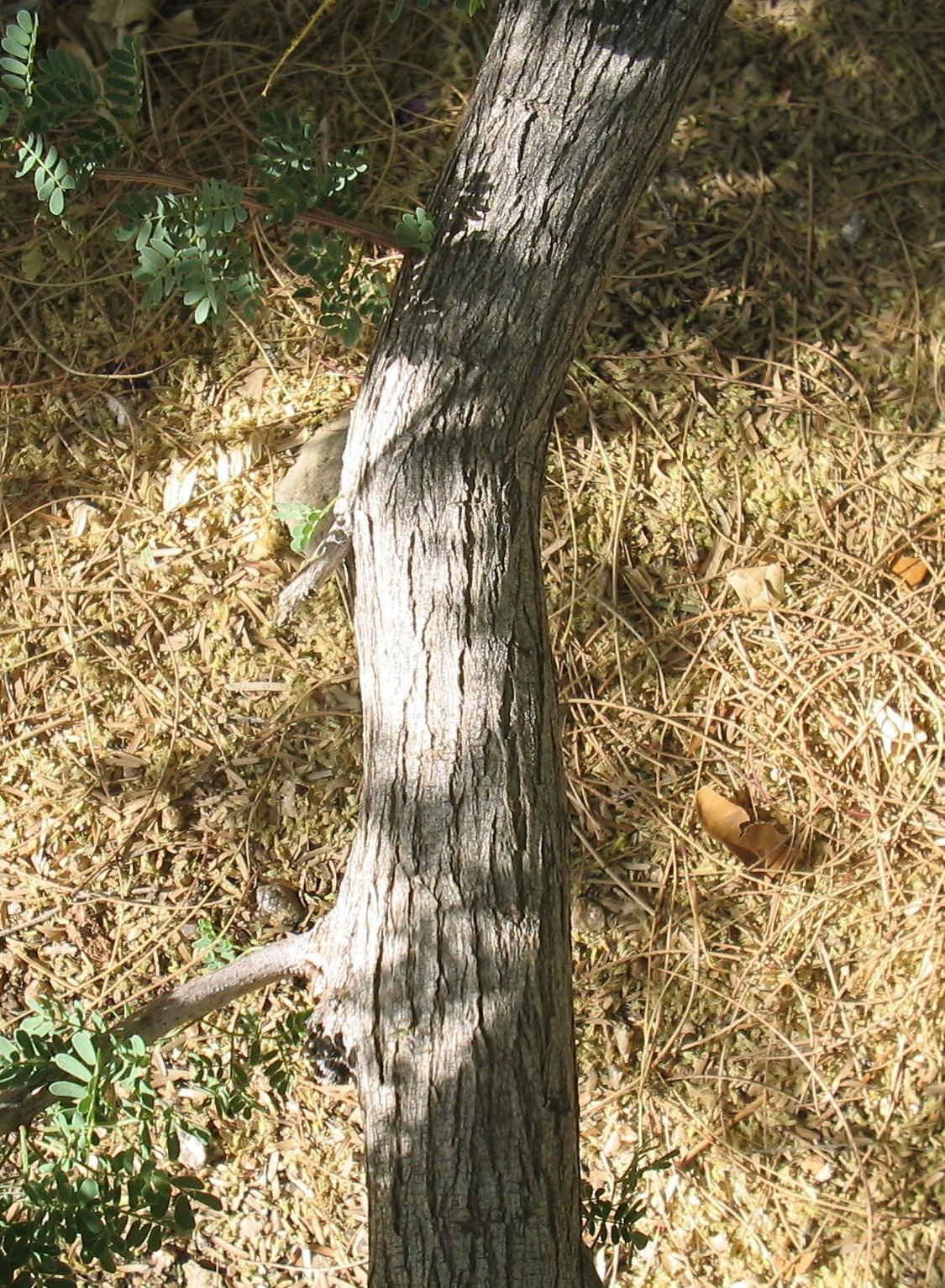
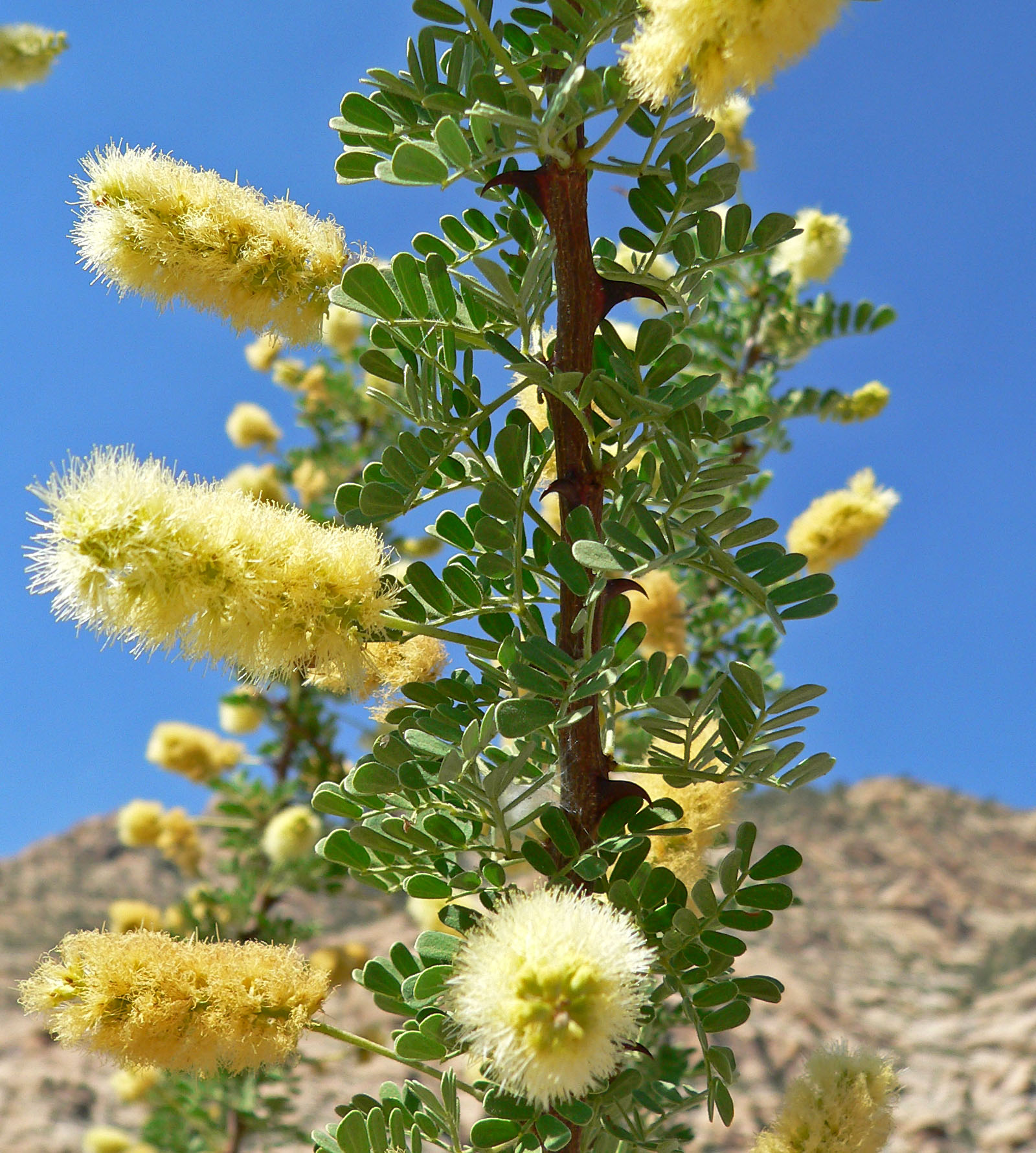
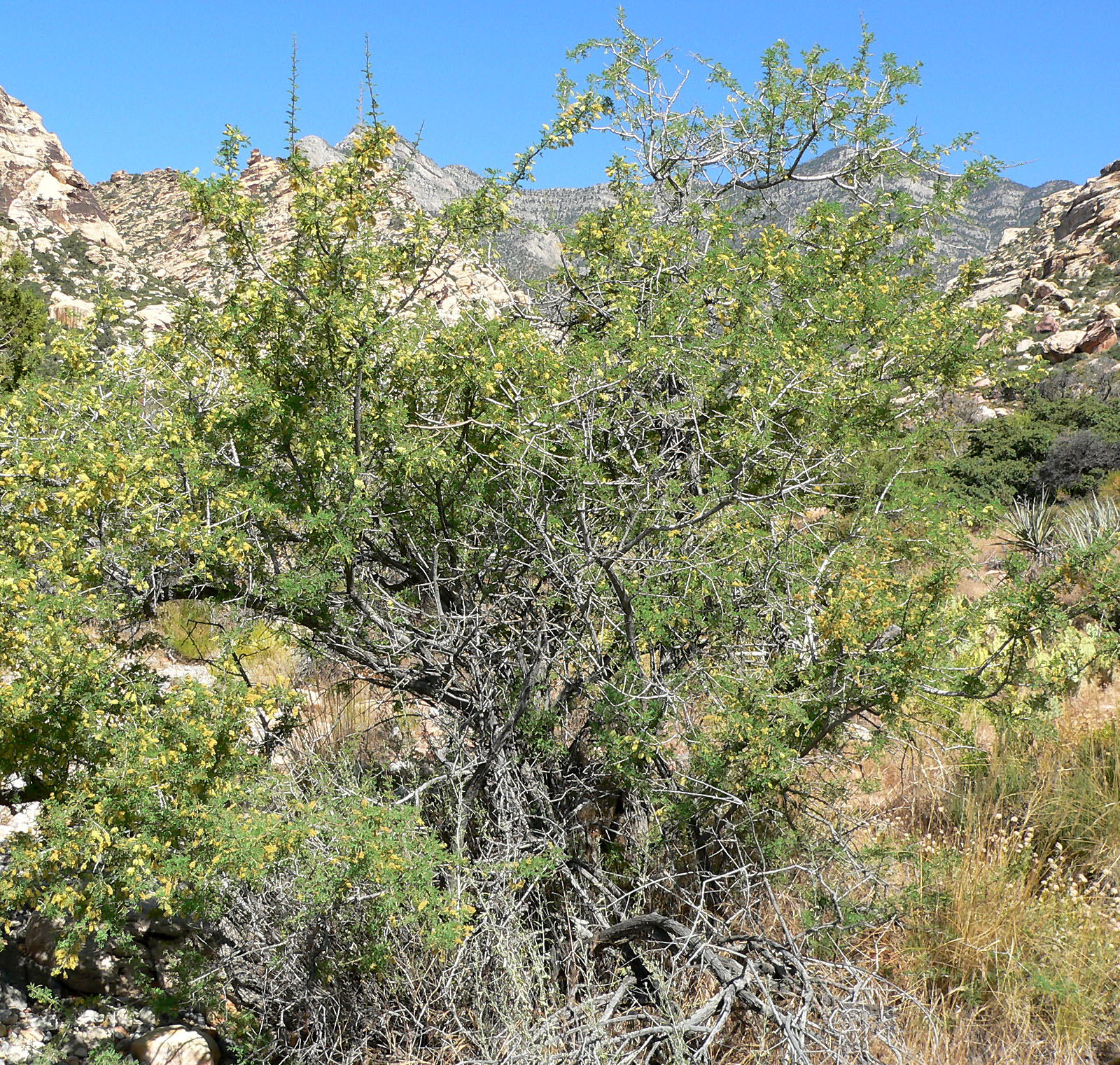